# A dolgok állása (film, 2009)
A dolgok állása (State of Play) egy 2009-es amerikai-brit-francia politikai thriller film. Valójában a néhány évvel korábban nagy sikerrel sugárzott BBC-sorozat újragondolásából született 2003-ból. A hatórás sorozatot felváltotta egy terjedelmes kétórás film, amelynek a helyszíne is megváltozott Washington, DC-re. A filmet Kevin Macdonald rendezte, és Matthew Michael Carnaham, Tony Gilroy, Peter Morgan, Billy Ray, és Paul Abbott írta. 
Az Egyesült Államokban 2009. április 17-én, Magyarországon 2009. május 28-án volt a film premierje.
A történet középpontjában egy Pennsylvania-i képviselő Stephen Collins, a Washington Globe című újság szerkesztője Cal McAffrey, és Della Frye egy népszerű blogger szerkesztője, aki kezdő politikai riporterré válik.

## Cselekmény
|  | Alább a cselekmény részletei következnek! |

A történet éjszaka kezdődik, amikor egy tolvaj menekül egy diplomata táskával Georgetownon keresztül. A tolvajt egy sikátorban egy férfi brutálisan meggyilkolja, majd egy arra járó kerékpáros pizzafutárt is, aki szemtanúja volt a gyilkosságnak. De a futár nem halt meg, csak kómába került. A következő napon pedig egy fiatal 25 éves nőt, Sonia Bakert (Maria Thayer) halálra gázol a metró, és minden jel arra utal, hogy öngyilkos lett. Stephen Collins (Ben Affleck) a pennsylvania-i képviselő a tragikus hírek hatására a sajtótájékoztatón nem tud megbirkózni az érzéseivel. A non verbális jelekből az emberek arra a következtetésre jutnak, hogy volt közöttük valami. Erre nagyon könnyen rájön Collins régi barátja Cal McAffrey (Russell Crowe) is, aki megpróbál segíteni, de egyben fontos információk birtokába jutni.
A továbbiakban megérkezik Della Frye (Rachel McAdams) a népszerű blogger-szerkesztő, akinek ez a politikai sztori elindíthatná az újságírói karrierjét. Della azonban nem magától, hanem a főszerkesztő Cameron Lynne (Helen Mirren) megbízásából érkezett, hiszen feltörekvő, ambiciózus, és mindenekelőtt olcsó munkaerő. Ráadásul Cal segítségére lehet, akitől sokat tanulhat, hiszen tapasztalt. A cél, hogy közösen kutassák fel Sonia Baker különös halálának okait, és körülményeit. Úgy vélik, hogy talán tud valamilyen használható információval szolgálni az a futár, aki a kómából épp kezd magához térni, de a gyilkos végez vele, mielőtt Della kikérdezhette volna. A nyomozások során nyilvánvalóvá válik, hogy egy PointCorp nevű cég összefüggésben állhat Sonia halálával, csakhogy a feltételezéseket bizonyítani is kell.
A segítségükre egy "PR" manager Dominic Foy (Jason Bateman) lesz, azért, hogy nehogy összefüggésbe hozzák a PointCorp-pal. Neki csupán annyi volt a feladata, hogy maradásra bírja Soniát, akit 2007 áprilisában alkalmaztak, mint kutató asszisztenst. Valójában a lány feladata sokkal több volt ennél, mert kémkednie kellett a PointCorp-nak, Collins munkájáról. A dolgok állása ott nehezedett, amikor Sonia és Stephen egymásba szeretett, és éppen ezért nem akart tovább kettős ügynök lenni, mivel gyereket várt a képviselőtől. Collins jól tudja, hogy a testületben több korrupt képviselő is megtalálható, köztük George Fergus (Jeff Daniels) is, akinek a megbízásából játszott kémet Sonia a PointCorp-nak. A cég legfőbb feladatának tekinti a belpolitika privatizációját bármi áron, hiszen ez nekik 40 milliárd dollárt jelentene, viszont ebben egyes egyedül Collins akadályozza meg őket.
A helyzetet tovább nehezíti az a csendes gyilkos Robert Bingham (Michael Berresse), akiről kiderül, hogy mikor Collins katona volt, egy ízben megmentette az életét 1991. február 5-én Kuwaitban. Így most lekötelezve érzi magát, ezért végzi a tisztogatást Collins körül. Calt is megpróbálja kétszer megölni. Miután Collins vallomást tesz a Washington Globe-nál, Cal számára gyanússá válik, hogy Stephen felesége Anne Collins (Robin Wright Penn) (akivel Calnek viszonya van), honnan tudta Sonia 26 ezer dolláros jövedelmét a PointCorptól. Cal és Della megoldja az ügyet, és Stephen is börtönbe kerül, hiszen az egykori bajtársát ő küldte Sonia után, hogy figyelje, de arról nem tudott, hogy meg fogja ölni.
A film végén Cal megírja a cikket, és Dellára bízza, hogy küldje el az e-mailt. A tények pedig a másnapi újságban fognak megjelenni. 
|  | Itt a vége a cselekmény részletezésének! |

## Szereplők és magyar hangok
| Szerep          | Színész           | Magyar hangja (1. szinkron, 2009) |
| --------------- | ----------------- | --------------------------------- |
| Cal McAffrey    | Russell Crowe     | Vass Gábor                        |
| Stephen Collins | Ben Affleck       | Széles Tamás                      |
| Della Frye      | Rachel McAdams    | Major Melinda                     |
| Cameron Lynne   | Helen Mirren      | Földi Teri                        |
| Anne Collins    | Robin Wright Penn | Spilák Klára                      |
| Dominic Foy     | Jason Bateman     | Csankó Zoltán                     |
| Robert Bingham  | Michael Berresse  | Seder Gábor                       |
| George Fergus   | Jeff Daniels      | Rosta Sándor                      |
| Sonia Baker     | Maria Thayer      | Molnár Ilona                      |

## Forgatás
A forgatásra 2008. január 11. és 2008. április 6. között került sor. Az eredeti tervek szerint 2007 novemberében kezdődtek volna el a fotózások, de Brad Pitt váratlan távozása miatt elhalasztották. Pitt ugyanis felháborodott azon, hogy a producerek megváltoztatták a forgatókönyvet, ezért nézeteltérés alakult ki közöttük, mert nem ahhoz tartották magukat a producerek, amiben megállapodtak. Eric Fellner próbálta maradásra bírni, de Brad Pitt beperelte őket, ami így is 20 000 000 dollárt jelentett neki. Végül a forgatás 2008. március 6-án tovább folytatódott, ahol az első nyolc hetet Los Angelesben kezdték el, de utána áttértek a fővárosba Washingtonba. Itt egy fiktív újság, a Washington Globe szerkesztőinek munkáját kísérheti nyomon a néző. Az újság valószínűleg a Washington Post képzeletbeli változata. A forgatás Washington utcáin zajlott, így Georgetownban, melyen keresztül menekül a tolvaj a sötétben, a washingtoni metróban, ahol Maria Thayer meghal, vagy a Department of Housing and Urban Development kórházban.

## Zene
A film zenéjéért és a zenei effektusokért Alex Heffes volt a felelős, aki a következő filmekből merített:
- Az utolsó skót király (2006)
- Zuhanás a csendbe (2003)
- Egy nap szeptemberben (2000)

## Kritika
178 értékelés alapján egy átlagos thrillernek állították be A dolgok állása című filmet, amely a tízes skálán hét pontot szerzett. Philip Kemp a Total Film brit magazin egyik munkatársa szerint kanyargós, de egyben jelentős thriller. Megítélése alapján nem olyan különleges a film, mint az eredetije, de a változtatások végrehajtása többnyire fokozza, nem pedig árt a történetnek. A Chicago Sun-Times egyik emberének véleménye szerint egy okos zseniális thriller született, amely fenntart egy bizonyos fokú hitelességet.